# Булгаки
Булга́ки (рос. Булгаки, ерз. Булгаки) — село у складі Рузаєвського району Мордовії, Росія. Входить до складу Мордовсько-Пішлинського сільського поселення.

## Населення
Населення — 3 особи (2010; 14 у 2002).
Національний склад (станом на 2002 рік):
- росіяни — 93 %